# Karol Dymanowski
 Karol Dymanowski – generał broni Wojska Polskiego; doktor nauk o obronności; szef Sekretariatu Dowódcy Generalnego Rodzajów Sił Zbrojnych (2014–2015); dyrektor Departamentu Polityki Zbrojeniowej Ministerstwa Obrony Narodowej (2016–2021); od 24 października 2022 I zastępca szefa Sztabu Generalnego Wojska Polskiego.

## Życiorys
Karol Dymanowski to absolwent Wojskowej Akademii Technicznej w Warszawie na Wydziale Elektroniki, gdzie uzyskał tytuł magistra inżyniera (1996–2001) oraz Akademii Obrony Narodowej, Akademii Sztuki Wojennej w Warszawie, w których ukończył studia podyplomowe (operacyjno-taktyczne oraz polityki obronnej), a także uzyskał stopień doktora nauk o obronności. Zawodową służbę wojskową rozpoczął w 1 Ośrodku Radioelektronicznym w Grójcu, gdzie w latach 2001–2007 pełnił służbę na stanowisku oficera rozpoznania, a następnie kierownika sekcji namierzania radiowego oraz szefa sekcji grupy analizy danych. W latach 2007–2012 służył na stanowisku specjalisty oraz starszego specjalisty w Zarządzie Rozpoznania i Walki Elektronicznej - A2 Dowództwa Sił Powietrznych. Jednocześnie w latach 2010-2012, pełnił także jako jedyny oficer polskich Sił Powietrznych obowiązki przewodniczącego sojuszniczej grupy roboczej do spraw uniemożliwienia dostępu do spektrum elektromagnetycznego, funkcjonującej pod auspicjami Konferencji Krajowych Dyrektorów do spraw Uzbrojenia NATO. W 2011 obronił doktorat na temat zarządzania w środowisku informacyjnym na Wydziale Zarządzania i Dowodzenia w Akademii Obrony Narodowej. W 2012 pełnił funkcję szefa Sekretariatu Dowódcy Sił Powietrznych. Od stycznia 2014 był na stanowisku szefa Sekretariatu Dowódcy Generalnego Rodzajów Sił Zbrojnych.
W 2015 został wyznaczony na stanowisko szefa Zarządu Działań Niekinetycznych – J9 Dowództwa Generalnego RSZ, gdzie był odpowiedzialny za realizację przedsięwzięć z zakresu współpracy cywilno-wojskowej (CIMIC), operacji informacyjnych (INFOOPS) oraz działań psychologicznych (PSYOPS). W marcu 2016 został wyznaczony przez ministra obrony narodowej Antoniego Macierewicza na stanowisko zastępcy dyrektora, a następnie w grudniu 2016 objął funkcję dyrektora Departamentu Polityki Zbrojeniowej Ministerstwa Obrony Narodowej, jednocześnie pełniąc funkcję Krajowego Dyrektora do spraw Uzbrojenia (National Armaments Director). Będąc dyrektorem Departamentu Polityki Zbrojeniowej MON w imieniu szefa MON wykonywał nadzór właścicielski nad państwowymi spółkami zbrojeniowymi oraz pięcioma instytutami badawczymi. 
15 sierpnia 2018 otrzymał nominację na stopień generała brygady. 25 czerwca 2021 w Warszawie będąc na stanowisku dyrektora Departamentu Polityki Zbrojeniowej MON, prezydent RP Andrzej Duda wręczył mu nominację na stopień generała dywizji. Z dniem 16 lipca 2021 generał objął stanowisko zastępcy szefa sztabu do spraw strategicznego rozwoju i przygotowań w Naczelnym Dowództwie Sojuszniczych Sił w Europie (Supreme Headquarters Allied Powers Europe – SHAPE). 24 października 2022 został wyznaczony przez ministra obrony narodowej Mariusza Błaszczaka na stanowisko I zastępcy szefa Sztabu Generalnego Wojska Polskiego.

## Awanse
- podporucznik – 2000[1]

(...)
- generał brygady – 15 sierpnia 2018[8]
- generał dywizji – 25 czerwca 2021[9]
- generał broni – 2 maja 2025[12]

## Ordery, odznaczenia i wyróżnienia
- Złoty Krzyż Zasługi – 2024[13]
- Srebrny Krzyż Zasługi – 2017[14][15]
- Srebrny Medal za Zasługi dla Obronności Kraju[16]
- Odznaka pamiątkowa Sztabu Generalnego Wojska Polskiego – 2022 (ex officio)
- Złoty Krzyż Biskupa Polowego Deo et Patriae – 2025[17]

i inne